# Adaptive Cruise Control

Schemat działania urządzenia

Adaptive Cruise Control (ACC), Intelligent Cruise Control (ICC), pol. tempomat adaptacyjny – urządzenie utrzymujące odpowiedni (bezpieczny) odstęp między poruszającymi się pojazdami samochodowymi, jeśli ruch odbywa się po tym samym pasie.

## Działanie
Układ ten, z pomocą umieszczonego z przodu pojazdu radaru, tak dostosowuje szybkość jazdy, aby cały czas utrzymywana była bezpieczna odległość od poprzedzającego pojazdu – a w razie potrzeby urządzenie samo zahamuje pojazd.
Radar pełni rolę nadajnika i odbiornika (wysłana fala, która odbija się od poprzedzającego pojazdu, odbierana jest z powrotem); odległość między pojazdami ustalana jest na podstawie pomiaru opóźnienia odbitej fali lub jej przesunięcia fazowego. Na podstawie tej odległości ustalane są względne prędkości obu pojazdów i układ przystępuje do czynności wykonawczych (zwiększa lub zmniejsza szybkość poprzez automatyczne oddziaływanie na przepustnicę silnika i układ hamulcowy).
Układ ACC współpracuje z tempomatem.

## Inne układy zachowania bezpiecznej odległości
- Distronic (DTR, Speedtronic) opracowany i stosowany w samochodach marki Mercedes klasy S
- ICC ze skaningowym laserem firmy Mazda i Mitsubishi
- ICC ze zwykłym laserem firmy Nissan